# La Estanzuela, Ixtlán
La Estanzuela är en ort i Mexiko.   Den ligger i kommunen Ixtlán och delstaten Michoacán de Ocampo, i den centrala delen av landet, 300 km väster om huvudstaden Mexico City. La Estanzuela ligger 1 562 meter över havet och antalet invånare är 884.
Terrängen runt La Estanzuela är kuperad åt nordost, men åt sydväst är den platt. Runt La Estanzuela är det tätbefolkat, med 397 invånare per kvadratkilometer. Närmaste större samhälle är Zamora, 17,3 km sydost om La Estanzuela. Trakten runt La Estanzuela består till största delen av jordbruksmark.